# Étienne Tête
Étienne Tête, né le 10 janvier 1956 à Nancy, est un avocat et homme politique français écologiste.

## Biographie
Quatrième et dernier enfant d’une famille lyonnaise (son père est ingénieur des Arts et Métiers, Cluny, sa mère ancienne secrétaire comptable à la Banque de France), il fait ses études à Saint Sigisbert (Nancy), puis chez les Maristes de Riom. Bachelier en 1974, il poursuit des études de Médecine à Lyon.
Gynécologue-obstétricien de formation, il exerce notamment à l’hôpital Saint-Joseph de Lyon et se consacre uniquement à la politique dès 1993.
Depuis 2011, il exerce la profession d'avocat et est inscrit au barreau de Lyon.

## Activité politique
En 1982, antinucléaire, tiers-mondiste et défenseur de l'environnement, il se rapproche du Mouvement d’écologie politique. Il est présent au Congrès fondateur des Verts à Clichy les 28 et 29 janvier 1984. Au sein des Verts, il assume de 1984 à 1987 des fonctions au Collège Exécutif puis est désigné Trésorier National du parti Verts à partir de novembre 1987 jusqu’en 1992.
En 1983, il conduit à Caluire-et-Cuire une liste autonome « Les Verts-Caluire Écologie » et devient conseiller municipal. En 1989, la même liste dépasse les 19 % au deuxième tour et obtient quatre élus. Ce deuxième mandat lui vaut un siège à la Communauté urbaine de Lyon présidée par Michel Noir. En 1992, il est élu au Conseil régional de Rhône-Alpes. Il est réélu en 1998 et 2004.
En 2001, Gérard Collomb conduit à Lyon, une liste de « gauche plurielle » (PS, Verts, PCF, MRG). Ces listes l'emportent dans 6 arrondissements sur 9. Il est nommé adjoint aux travaux, aux marchés publics et gère le contentieux, attaquant parfois sa propre collectivité en justice.
Candidat à l'investiture des Verts pour l'élection présidentielle de 2002, il recueille 9,71 % des voix au premier tour le 18 mai 2001.
Lors du deuxième mandat de Gérard Collomb à partir de 2008, le maire le change d'attributions et le nomme adjoint chargé du cadre de vie. Les relations sont alors plus tendues, notamment en raison de l'opposition d'Étienne Tête au projet de stade OL Land. Il dénonce "le sectarisme du maire" dont il est l'adjoint.
Il figure en 6e position sur la liste Europe Écologie sud est de Michèle Rivasi lors des élections européennes de 2009.
En 2014, à l'occasion des élections municipales de Lyon, il devient à nouveau conseiller municipal.

## Activités judiciaires
Qualifié de « pilier des tribunaux administratifs», Etienne Tête est l'auteur de plusieurs centaines de recours en justice contre des décisions locales, nationales et européennes.
En 1986, il fait annuler pour la première fois des crédits européens votés par le Parlement de Strasbourg.
Il est le requérant de la première décision sur l'article 3 du premier protocole additionnel à la Convention européenne des droits de l'homme qui précise que « les hautes parties contractantes s’engagent à organiser à des intervalles raisonnables des élections libres au scrutin secret dans des conditions qui assurent la libre expression de l’opinion du peuple sur le choix du corps législatif ».
Il soutient l'action juridique menée pour 273 habitants de Veynes (Hautes-Alpes) contre l'affermage des services eau-assainissement de leur commune en décembre 1989. Ainsi la commune de Veynes sera une des premières de France à revenir en régie municipale.
Entre 1989 et 1993, il attaque la Communauté urbaine de Lyon et fait annuler les subventions aux groupes politiques, le Conseil d'Etat reconnaissant le défaut d'intérêt local de ce subventionnement. La loi du 19 janvier 1995 relative au financement de la vie politique vient alors autoriser le recrutement de collaborateurs de groupe.
En 1998, il fait annuler la concession au consortium Bouygues-Dumez du périphérique nord de Lyon, obligeant la communauté urbaine à racheter l'infrastructure pour 4 milliards de francs soit 623 millions d'euros. Bloquer le bouclage du périphérique lyonnais est vu comme une réussite des écologistes, même si le projet BPNL se poursuit avec une reprise en régie au tournant des années 2000.
Entre 1998 et 2003, il fait annuler par le Conseil d’État l’élection de Charles Millon à la Présidence de la région Rhône-Alpes en 1998 et contribue à lancer l'enquête sur l'illégalité de son logement de fonction et de la prise en charge par le conseil régional de son personnel de maison.
Il lance plus de 80 contentieux contre le stade de l'Olympique lyonnais, qui échouent tous mais ralentissent de deux ans le projet.
Le 24 janvier 2010, il écrit à l'Autorité des marchés financiers en accusant Jean-Michel Aulas d'avoir « sciemment sous-estimé les difficultés de réalisation (du Grand Stade de Lyon) pour favoriser l'entrée en Bourse » de l'OL. Il est condamné par le tribunal correctionnel de Paris, en mars 2012, pour dénonciation calomnieuse, jugement confirmé en 2014 par la Cour d'appel de Paris qui considère qu'il avait médiatisé sa plainte « pour un usage à but politique ». Il est condamné à 3000 euros d'amende, à verser 1 euro de dommages et intérêts à OL Groupe et 1 euro à Jean-Michel Aulas, ainsi qu'à s’acquitter de 5000 euros aux parties civiles au titre des frais de justice. Cependant dans son arrêt de chambre rendu le 26 mars 2020 dans l’affaire Tête c. France (requête n° 59636/16), la Cour européenne des droits de l’homme a dit, à l’unanimité, qu’il y a eu violation de l’article 10 (liberté d’expression) de la Convention européenne des droits de l’homme. Il est définitivement relaxé par la Cour d'Appel de Paris.
Poursuivi une deuxième fois par OL Groupe en diffamation pour s'être exprimé sur Télé Lyon Métropole le 8 février 2013, Jean-Michel Aulas a définitivement perdu à la suite d'un arrêt de la Cour de Cassation en date du 11 mai 2018.
Entre 2007 et 2020, il attaque continuellement le cofinancement de films par Rhône-Alpes Cinéma ; sa critique porte sur le fait que le financement des films par des subventions ou des avances du conseil régional transite par une structure de droit privé commercial, au lieu d'être versées directement par le conseil régional.
En 2017, il attaque pour l'ACENAS sans succès la privatisation de l'aéroport de Lyon.
En 2019, il est l'avocat de l'association Anticor dans l'affaire Alstom.

## Mandats politiques
- Conseiller municipal de Caluire-et-Cuire de 1983 à 1995.
- Conseiller communautaire à la Communauté urbaine de Lyon de 1989 à 1995 et de 2001 à 2008.
- Conseiller régional de Rhône-Alpes de 1992 à 2015.
- Adjoint au Maire de Lyon de 2001 à 2008, chargé des travaux, marchés publics et affaires juridiques
- Adjoint au Maire de Lyon de 2008 à 2009, chargé du Cadre de vie.
- Conseiller municipal de Lyon (mairie du 4e arrondissement) de 2014 à 2020[26].